# Leucanthemum heterophyllum
La  margherita sudalpina (nome scientifico  Leucanthemum heterophyllum  (Willd.) e DC., 1838) è una specie di pianta angiosperma dicotiledone della famiglia delle Asteraceae (sottofamiglia Asteroideae, tribù Anthemideae (Mediterranean clade) e sottotribù Leucantheminae).

## Etimologia
Il nome generico latino (Leucanthemum) deriva dal greco antico λευκάνθεμον?, leukánthemon, "fiore bianco", a sua volta da λευκός, leukós, "bianco" e ἄνθεμον, ánthemon, "fiore" e fa ovviamente riferimento al colore dei fiori. L'epiteto specifico (heterophyllum) indica che le foglie, sulla stessa pianta, hanno forme diverse.
Il nome scientifico della specie è stato definito dai botanici Carl Ludwig Willdenow (1765-1812) e Augustin Pyramus de Candolle (1778-1841) nella pubblicazione " Prodromus Systematis Naturalis Regni Vegetabilis ... (DC.)" ( Prodr. [A. P. de Candolle] 6: 47 ) del 1838.

## Descrizione

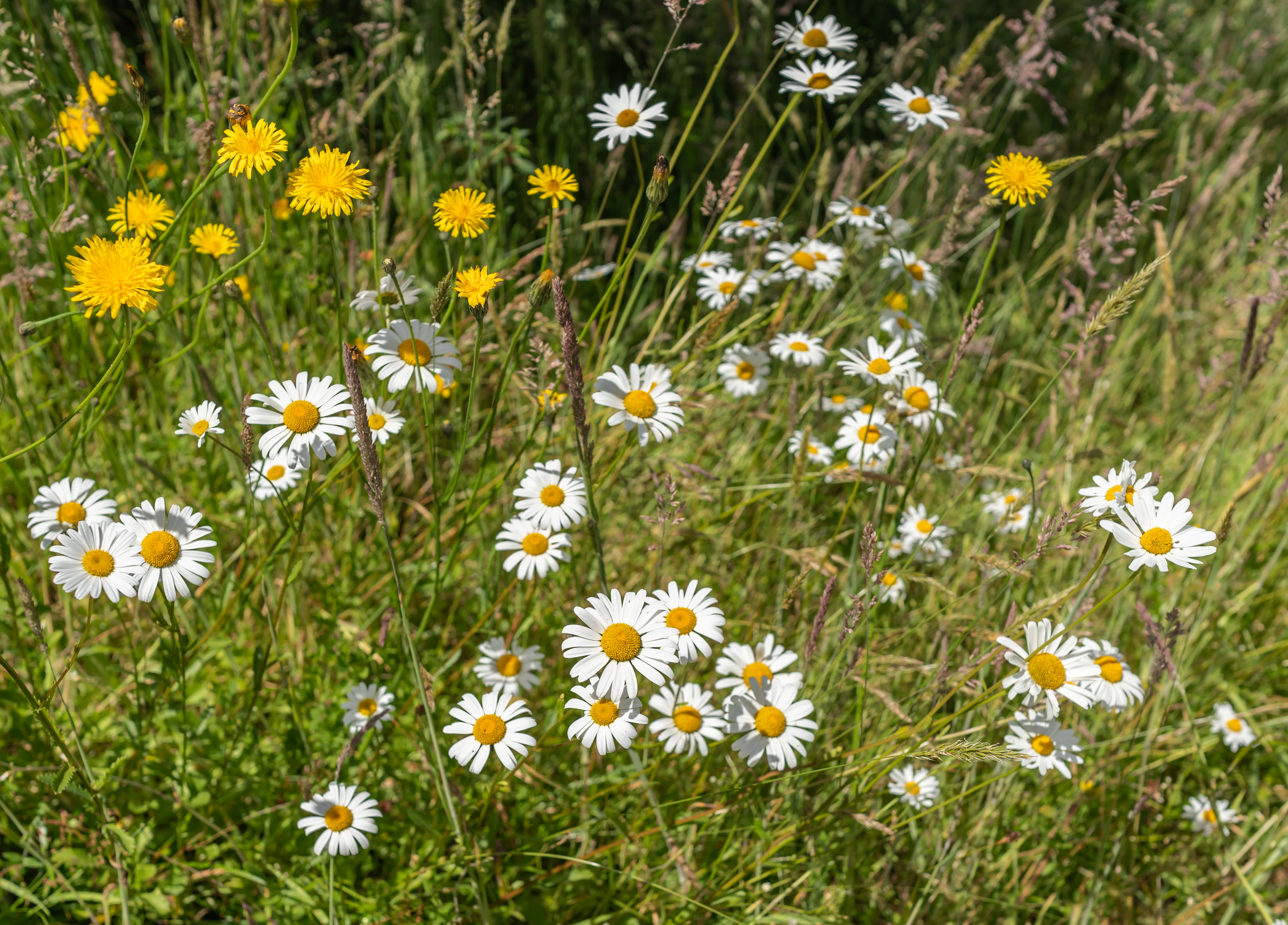
Il portamento

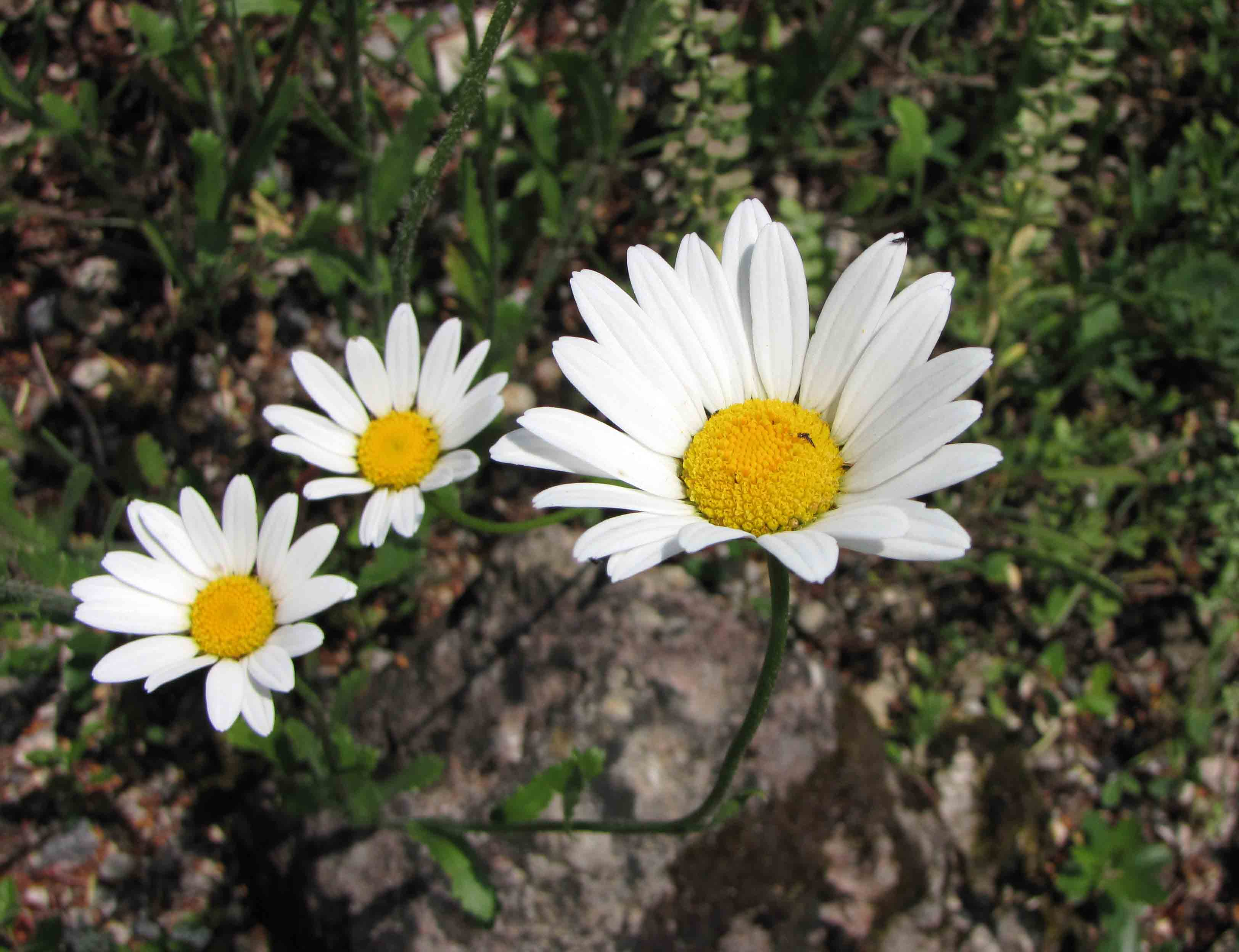
Infiorescenza

Portamento. La specie di questa voce è una erbacea con un ciclo biologico perenne. L'indumento è assente o formato da peli basifissi. La forma biologica è emicriptofita scaposa (H scap), ossia in generale sono piante erbacee, a ciclo biologico perenne, con gemme svernanti al livello del suolo e protette dalla lettiera o dalla neve e sono dotate di un asse fiorale eretto e spesso privo di foglie.
Radici. Le radici sono secondarie a partire dal rizoma (può essere strisciante). Le radici solitamente hanno una punta rossa.
Fusto. Sono piante alte fino a 3-8 dm.
- Parte ipogea: la parte sotterranea consiste in un rizoma (di solito con apice arrossato).
- Parte epigea: la parte aerea del fusto è eretta e ascendente. Può essere ramosa alla base, ma generalmente è presente un solo gambo (glabro o peloso).

Foglie. Le foglie sono sia basali che caulinari spesse, colorate di verde scuro e con apice acuto. Quelle basali sono picciolate, quella caulinari sono sessili e amplessicauli. Lungo il fusto sono disposte in modo alterno. La forma è diversa a seconda della posizione delle foglie lungo il fusto; in tutti i casi sono profondamente dentate:
- foglie cauline basali (compresa la rosetta basale): sono ellittiche con base acuta; i lati sono crenato-seghettati;
- foglie cauline medie e superiori: hanno una forma da strettamente oblungo-cuneata (in basso) a oblungo-triangolare (in alto); i lati sono regolarmente seghettati.

Infiorescenza. Le sinflorescenze sono formate da capolini solitari o in lassi corimbi. Le infiorescenze vere e proprie sono composte da un capolino terminale peduncolato di tipo radiato (raramente discoide). I capolini sono formati da un involucro, con forme da emisferiche/campanulate a meniscoidi, composto da diverse brattee, al cui interno un ricettacolo fa da base ai fiori di due tipi: fiori del raggio e fiori del disco. Le brattee, a consistenza erbacea, con forme da ovate a lanceolate, con margini membranosi, quasi scariosi e di colore nero o bruno chiaro, sono disposte in modo più o meno embricato su più serie (da 3 a 5). Il ricettacolo, piano-convesso, è privo di pagliette. Diametro dei capolini: 5-7 cm.
Fiori.  I fiori sono tetra-ciclici (formati cioè da 4 verticilli: calice – corolla – androceo – gineceo) e pentameri (calice e corolla formati da 5 elementi). Si distinguono in:
- fiori del raggio (esterni): sono femminili, fertili e sono disposti su una serie; la forma è ligulata (zigomorfa); a volte possono mancare o essere sterili;
- fiori del disco (centrali): sono più numerosi con forme brevemente tubulose (attinomorfe); sono ermafroditi (o funzionalmente maschili).

- Formula fiorale:

*/x K {\displaystyle \infty }, [C (5), A (5)], G 2 (infero), achenio
- Calice: i sepali del calice sono ridotti ad una coroncina di squame.

- Corolla:

- fiori del raggio: la forma della corolla alla base è più o meno tubulosa-imbutiforme, mentre all'apice è ligulata; la ligula può terminare con alcuni denti; il colore è bianco (tendente al rosato in fase di essiccazione);
- fiori del disco: la forma è tubulare bruscamente divaricata in 4-5 lobi; i lobi, patenti o eretti, hanno una forma deltata o più o meno lanceolata; i colori sono giallo e rosso.

- Androceo: l'androceo è formato da 5 stami (alternati ai lobi della corolla) sorretti da filamenti generalmente liberi a forma di balaustra; gli stami sono connati e formano un manicotto circondante lo stilo. Le antere possono essere sia di tipo basifissa che medifissa. Il tessuto endoteciale (rivestimento interno dell'antera) non è polarizzato. Il polline è sferico con un diametro medio di circa 25 micron;  è tricolporato (con tre aperture sia di tipo a fessura che tipo isodiametrica o poro) ed è echinato (con punte sporgenti).

- Gineceo: l'ovario è infero uniloculare formato da 2 carpelli. Lo stilo (il recettore del polline) è profondamente bifido (con due stigmi divergenti) e con le linee stigmatiche marginali separate o contigue. I due bracci dello stilo hanno una forma troncata e possono essere papillosi o ricoperti da ciuffi di peli.

- Antesi: da giugno a settembre.

Frutti. I frutti sono degli acheni ovali, bislunghi, neri e rigati di bianco: ai lati sono presenti 10 coste contenenti cellule micillaginifere e canali resiniferi. Gli acheni dei fiori del raggio esterno hanno un pappo rudimentale a forma di anello; ma in genere la sommità è nuda. Dimensione degli acheni: 2,7-3,3 mm. 

## Biologia
Impollinazione: tramite insetti (impollinazione entomogama tramite farfalle diurne e notturne).

Riproduzione: la fecondazione avviene fondamentalmente tramite l'impollinazione dei fiori.

Dispersione: i semi cadono a terra e vengono dispersi soprattutto da insetti come formiche (disseminazione mirmecoria). Un altro tipo di dispersione è zoocoria: gli uncini delle brattee dell'involucro (se presenti) si agganciano ai peli degli animali di passaggio che portano così i semi anche su lunghe distanze. Inoltre per merito del pappo (se presente) il vento può trasportare i semi anche per alcuni chilometri (disseminazione anemocora).

## Distribuzione e habitat

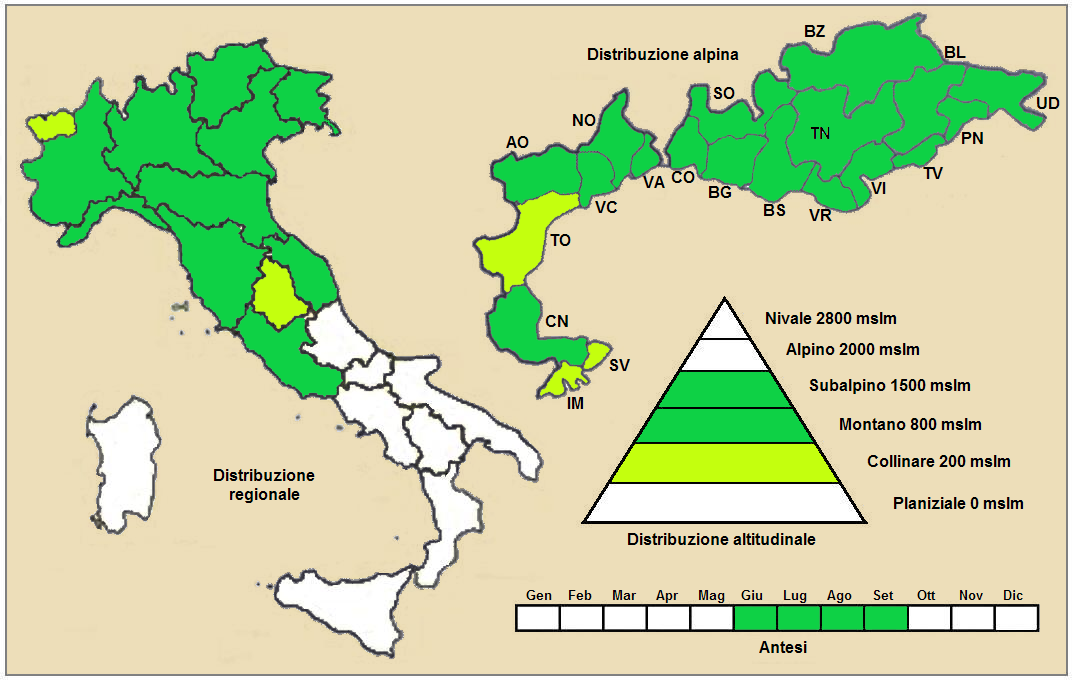
Distribuzione della pianta (Distribuzione regionale – Distribuzione alpina)

Geoelemento: il tipo corologico (area di origine) è  Orofita Sud Europeo o anche Sud Alpino - Appenninico.

Distribuzione: in Italia questa specie è comune e si trova nelle Alpi e negli Appennini fino all'Abruzzo.

Habitat: l'habitat tipico per queste piante sono i prati e i pendii aridi. Il substrato preferito è calcareo con pH basico, medi valori nutrizionali del terreno che deve essere mediamente umido. 

Distribuzione altitudinale: sui rilievi alpini, in Italia, queste piante si possono trovare fino a quote comprese tra 100 e 2200 m s.l.m.; nelle Alpi frequentano quindi i seguenti piani vegetazionali: montano e subalpino e in parte quello collinare. 

## Fitosociologia

### Areale alpino
Dal punto di vista fitosociologico alpino la specie di questa voce appartiene alla seguente comunità vegetale:
Formazione: delle comunità delle praterie rase dei piani subalpino e alpino con dominanza di emicriptofite
Classe: Elyno-Seslerietea variae
Ordine: Seslerietalia variae
Alleanza: Seslerion variae

### Areale italiano
Per l'areale completo italiano la specie di questa voce appartiene alla seguente comunità vegetale:
Macrotipologia: vegetazione sopraforestale criofila e dei suoli crioturbati.
Classe: Festuco-Seslerietea Barbéro-Bonin, 1969
Ordine: Seslerietalia caeruleae Br.-Bl. in Br.-Bl. & Jenny, 1926
Alleanza: Caricion austroalpinae Sutter, 1962
Descrizione. L'alleanza Caricion austroalpinae è relativa alle praterie primarie delle porzioni meridionali delle Alpi centro-orientali. Queste cenosi si sviluppano su versanti relativamente acclivi, con esposizioni relativamente fresche, su suoli a matrice prevalentemente calcarea. L'alleanza è endemica delle Alpi sud-orientali.
Specie presenti nell'associazione:  Carex sempervirens, Sesleria albicans, Sesleria caerulea, Achillea barrelieri, Allium ochroleucum, Artemisia nitida, Asperula aristata, Festuca alpestris, Festuca calva, Koeleria eriostachya, Laserpitium peucedanoides, Leucanthemum heterophyllum, Trifolium noricum, Horminum pyrenaicum, Helictotrichon parlatorei, Bupleurum ranunculoides, Ranunculus venetus, Pimpinella alpina, Jacobaea abrotanifolia, Crepis kerneri.

## Sistematica
La famiglia di appartenenza di questa voce (Asteraceae o Compositae, nomen conservandum) probabilmente originaria del Sud America, è la più numerosa del mondo vegetale, comprende oltre 23.000 specie distribuite su 1.535 generi, oppure 22.750 specie e 1.530 generi secondo altre fonti (una delle checklist più aggiornata elenca fino a 1.679 generi). La famiglia attualmente (2021) è divisa in 16 sottofamiglie; la sottofamiglia Asteroideae è una di queste e rappresenta l'evoluzione più recente di tutta la famiglia.

### Filogenesi
Il gruppo di questa voce è descritto nella tribù Anthemideae, una delle 21 tribù della sottofamiglia Asteroideae). In base alle ultime ricerche nella tribù sono stati individuati (provvisoriamente) 4 principali lignaggi (o cladi): "Southern hemisphere grade", "Asian-southern African grade", "Eurasian grade" e "Mediterranean clade". Il genere Leucanthemum (insieme alla sottotribù Leucantheminae) è incluso nel clade Mediterranean clade.
Nella pubblicazione "Flora d'Italia" le specie di Leucanthemum della flora spontanea italiana sono suddivise in tre gruppi: 1) piante con capolini con solo fiori tubolosi; 2) piante con capolini con fiori ligulati e acheni del disco senza corona; 3) piante con capolini con fiori ligulati e acheni del disco pappo a corona. La specie di questa voce appartiene al secondo gruppo e in particolare a piante con scapo con numerose foglie, quelle mediane con denti con lunghezza inferiore alla larghezza, con foglie cauline a base stretta e brattee con margini scuri.
I caratteri distintivi della specie  Leucanthemum heterophyllum sono:
- le foglie basali hanno una lamina con base e apice acuto;
- lo scapo ha numerose foglie e quelle della zona media hanno denti meno lunghi della larghezza;
- il margine delle brattee è scuro.

Il numero cromosomico delle specie di questa voce è: 2n = 72 ottoploide (ma anche 2n = 54 e 63).

### Sinonimi
Sono elencati alcuni sinonimi per questa entità:
- Chrysanthemum heterophyllum Willd.
- Chrysanthemum lanceolatum var. heterophyllum  (Willd.) Pers.
- Chrysanthemum leucanthemum var. heterophyllum  (Willd.) Fiori
- Chrysanthemum montanum var. heterophyllum  (Willd.) W.D.J.Koch
- Leucanthemum atratum var. heterophyllum  (Willd.) Rouy
- Leucanthemum vulgare subsp. heterophyllum (Willd.) Bonnier
- Matricaria heterophylla  (Willd.) Poir.
- Pontia heterophylla  (Willd.) Bubani
- Pyrethrum heterophyllum  (Willd.) Baumg. ex Fuss